# I. e. 50
Évszázadok: i. e. 2. század – i. e. 1. század – 1. század
Évtizedek: i. e. 100-as évek – i. e. 90-es évek – i. e. 80-as évek – i. e. 70-es évek – i. e. 60-as évek – i. e. 50-es évek – i. e. 40-es évek – i. e. 30-as évek – i. e. 20-as évek – i. e. 10-es évek – i. e. 1-es évek
Évek: i. e. 55 – i. e. 54 – i. e. 53 – i. e. 52 –  i. e. 51 – i. e. 50 – i. e. 49 – i. e. 48 – i. e. 47 – i. e. 46 – i. e. 45

## Események

### Róma
- Lucius Aemilius Paullust és Caius Claudius Marcellust választják consulnak.
- Caesar követei által kéri a szenátustól, hogy (Pompeiusoz hasonlóan) megtarthassa provinciáit, miközben pályázik a consulságra. Marcellus consul megtagadja a kérését, sőt szavazásra bocsátja, hogy vegyék el Caesar tartományait. Caius Scribonius Curio néptribunus (akinek adósságait Caesar kifizette) minden hasonló kezdeményezést megvétóz.
- Caesar Rómába küldi Marcus Antoniust, hogy érdekeit képviselje. Támogatásával (Caesar ekkor pontifex maximus volt) felveszik az augurok (jóspapok) testületébe és a következő évre néptribunussá választják.
- Caius Sallustius Crispust erkölcstelen életmódjára hivatkozva (valójában feltehetőleg mert Cicero ellensége) a censorok kizárják a szenátus tagjai közül (a következő évben Caesar nyomására visszakerül a testületbe).

## Halálozások
- Quintus Hortensius Hortalus, római politikus, szónok

## Fordítás
- Ez a szócikk részben vagy egészben  a(z)   50 av. J.-C. című francia Wikipédia-szócikk ezen változatának fordításán alapul.  Az eredeti cikk szerkesztőit annak laptörténete sorolja fel. Ez a jelzés csupán a megfogalmazás eredetét és a szerzői jogokat jelzi, nem szolgál a cikkben szereplő információk forrásmegjelöléseként.